# Sargodon
Sargodon är ett utdött släkte av benfiskar som levde under yngre trias i Italien. Den hittills enda kända arten var Sargodon tomicus.